# Олег Базилевич
Олег Базилевич (на украински: Базилевич, Олег Петрович) е съветски и украински треньор. Заслужил треньор на СССР. Най-известен като помощник-треньор и спортен директор на Динамо Киев в средата на 70-те години. Заедно с Валерий Лобановский разработва методика за подготовка на футболисти, по която тренират юношите на Динамо.
Преподавател е в Украинския национален университет за физическа култура и спорт.

## Футболна кариера
Започва кариерата си през 1957 г. в Динамо Киев. Играе на поста дясно крило. Базилевич е шампион на СССР през 1961 г., а през 1964 г. печели Купата на СССР. За Динамо има 161 мача и 53 отбелязани гола. През 1966 г. преминава в Черноморец (Одеса): изигра 25 мача и отбеляза 6 гола. След това два сезона носи екипа на Шахтьор (Донецк), преди да завърши кариерата си през 1968 г.

## Като треньор
Първите си стъпки като треньор прави в тима на Десна. През 1972 г. поема Шахтьор (Донецк), където остава 2 сезона. През 1974 г. Валерий Лобановский кани Базилевич в Динамо Киев за съ-треньор. Олег става и помощник-треньор на Лобановский в националния отбор на СССР. Тандемът води киевляни до успехи не само в страната, но и в Европа. През 1975 г. Динамо Киев става първият съветски отбор, носител на европейски клубен трофей. Динамовци печелят КНК, а звездата на тима Олег Блохин получава Златната топка. Успехите на тима до голяма степен се дължат на методиката на Базилевич, по която се готвят юношите на клуба. Благодарение на методите на Базилевич израства следващото поколение играчи на Динамо от 80-те години, които стават основата на съветския национален отбор.
След слабо представяне на Динамо в шампионата през 1976 г. и бронз на СССР на Олимпийските игри, Базилевич е уволнен и от двата поста. До края на 70-те години води тимовете на Динамо (Минск) и Пахтакор (Ташкент), но без особени успехи.
През 1980 г. поема ЦСКА (Москва). Под ръководството на Базилевич „армейците“ се класират в първата петорка за първи път от десетилетие и играят в Купата на УЕФА. През 1981 г. тимът завършва на шеста позиция, но на следващия сезон тимът изпада в криза и се бори за оцеляването си в елита. През септември 1982 г. Базилевич напуска ЦСКА.
След като напуска ЦСКА, Базилевич отделя време да напише дисертацията си за доктор на педагогическите науки. През 1984 г. поема Заря (Ворошиловград), а през 1986 г. отново е начело на Шахтьор (Донецк).
През 1987 г. получава предложение да поеме българския ЦСКА (София), но поради забавяне с документите това не се осъществява. Впоследствие Базилевич поема Славия. „Белите“ успяват почти през целия първи полусезон да не допуснат гол, но впоследствие формата им спада и завършват на 4-то място. През 1988 г. поема олимпийския тим на България и става консултант на националните отбори.
През 1992 г. става първият треньор в историята на националния отбор на Украйна. Базилевич не успява да класира тима за Мондиал 1994 и напуска поста си след двугодишна работа. В периода 1995 – 1996 г. води олимпийския тим на Кувейт.
От 2002 г. до смъртта си оглавява научноизследователски център в Динамо Киев. Между 2002 и 2012 г. е спортен директор на тима. Умира на 16 октомври 2018 г.

## Успехи

### Като футболист
- Шампион на СССР – 1961
- Купа на СССР – 1964

### Като треньор
- Шампион на СССР – 1974, 1975
- Купа на СССР – 1974
- КНК – 1975
- Суперкупа на Европа – 1975